# Андриани, Оттавиано
Оттавиано Андриани (итал. Ottaviano Andriani; род. 4 января 1974, Франкавилла-Фонтана, Апулия) — итальянский легкоатлет, специалист по бегу на длинные дистанции, кроссу и марафону. Выступал на профессиональном уровне в 1992—2013 годах, победитель и призёр ряда крупных международных стартов на шоссе, участник летних Олимпийских игр в Пекине.

## Биография
Оттавиано Андриани родился 4 января 1974 года в коммуне Франкавилла-Фонтана провинции Бриндизи.
Впервые заявил о себе на международном уровне в сезоне 1992 года, когда вошёл в состав итальянской сборной и выступил на юниорском мировом первенстве в Сеуле, где в зачёте бега на 10 000 метров закрыл десятку сильнейших.
В 1993 году занял 39-е место в гонке юниоров на чемпионате мира по кроссу в Аморебьета-Эчано, стал четвёртым в дисциплине 10 000 метров на юниорском европейском первенстве в Сан-Себастьяне.
В 1996 году с результатом 2:15:01 финишировал девятым на Венецианском марафоне.
В 1997 году одержал победу на Флорентийском марафоне (2:14:27).
Бежал марафон на чемпионате Европы в Будапеште — с результатом 2:16:28 пришёл к финишу двадцатым, при этом вместе с соотечественниками выиграл разыгрывавшийся здесь командный Кубок Европы по марафону.
В 1999 году занял 24-е место на Парижском марафоне (2:15:47), был шестым на Венецианском марафоне (2:11:42).
В 2001 году финишировал вторым на Римском полумарафоне (1:02:27) и на Римском марафоне (2:11:40), показал 50-й результат на чемпионате мира по полумарафону в Бристоле, с личным рекордом 2:09:07 стал третьим на Миланском марафоне.
В 2002 году был пятым на Римском полумарафоне, 32-м на Лиссабонском полумарафоне, с результатом 2:17:41 занял 19-е место в марафоне на чемпионате Европы в Мюнхене, став серебряным призёром командного Кубка Европы, показал 25-й результат на чемпионате Европы по кроссу в Медулине.
В 2003 году финишировал четвёртым на Римском полумарафоне, вторым на Туринском марафоне (2:11:54), 34-м на чемпионате мира по полумарафону в Виламуре, шестым на Нью-Йоркском марафоне (2:13:10).
В 2004 году стал восьмым на Полумарафоне Удине, с результатом 2:14:51 закрыл десятку сильнейших Нью-Йоркского марафона.
В 2005 году был четвёртым на Римском марафоне (2:10:12), 17-м на марафоне в рамках чемпионата мира в Хельсинки (2:16:29).
В 2006 году финишировал десятым на Парижском марафоне (2:10:51). На чемпионате Европы в Гётеборге сошёл в ходе прохождения марафонской дистанции, при этом итальянцы всё равно стали лучшими в командном Кубке Европы.
В 2007 году выиграл марафон в Триесте (2:10:57), занял 56-е место на чемпионате мира по полумарафону в Удине, пятое место на Миланском марафоне (2:11:42).
Благодаря череде удачных выступлений в 2008 году удостоился права защищать честь страны на летних Олимпийских играх в Пекине — в программе марафона показал время 2:16:10, расположившись в итоговом протоколе соревнований на 23-й строке.
В 2010 году выиграл Тревизский марафон (2:12:49). Бежал марафон на чемпионате Европы в Барселоне — с результатом 2:21:32 занял 11-е место в личном зачёте и стал бронзовым призёром командного Кубка Европы.
Завершил спортивную карьеру по окончании сезона 2013 года.